# Dyschirus subarcticus
Dyschirus subarcticus är en skalbaggsart som beskrevs av Carl Hildebrand Lindroth. Dyschirus subarcticus ingår i släktet Dyschirus och familjen jordlöpare. Inga underarter finns listade i Catalogue of Life.